# Толбот, Анкарет, 6-я баронесса Толбот
Анкарет Толбот (англ. Ankaret Talbot; приблизительно 1416 — 13 декабря 1431) — английская аристократка, 6-я баронесса Толбот и 9-я баронесса Стрейндж из Блэкмера в своём праве (suo jure) с 1418 года. Была единственным ребёнком Гилберта Толбота, 5-го барона Толбота, и Беатрикс Пинто. После смерти отца унаследовала баронские титулы и владения в ряде графств Англии и Ирландии. Умерла в возрасте примерно 15 лет, её наследником стал брат отца Джон (впоследствии 1-й граф Шрусбери). 